# Rusty Cage
Rusty Cage è un brano musicale del gruppo grunge statunitense Soundgarden, incluso nel terzo album della band, Badmotorfinger, uscito nel 1991 su etichetta A&M; pubblicato come terzo singolo estratto dal disco nel 1992 (B-side: Big Bottom/Earache My Eye), e successivamente inserito nella raccolta A-Sides e nella compilation Telephantasm del 2010.
Composta dal frontman Chris Cornell, Rusty Cage divenne uno dei brani più conosciuti della band, e successivamente fu oggetto di una celebre cover da parte della leggenda del country Johnny Cash.

## Tracce singolo
- Tutti i brani sono opera di Chris Cornell, tranne dove indicato diversamente.

CD promozionale (US) & 12" Vinile promozionale (UK)
1. Rusty Cage (edit) – 3:52
2. Rusty Cage – 4:26

CD promozionale (US)
1. Rusty Cage (edit) – 3:52
2. Rusty Cage– 4:26
3. Girl U Want (Gerald Casale, Mark Mothersbaugh) – 3:29
4. Show Me (Shepherd) – 2:47

CD (Australia, Germania, e UK)
1. Rusty Cage (edit) – 3:52
2. Rusty Cage – 4:26
3. Touch Me (Fancy) – 2:51
4. Stray Cat Blues (Mick Jagger, Keith Richards) – 4:46

12" Vinile (UK)
1. Rusty Cage (edit) – 3:52
2. Touch Me (Fancy) – 2:51
3. Show Me (Shepherd) – 2:47

7" Vinile (UK)
1. Rusty Cage – 4:26
2. Touch Me (Fancy) – 2:51

CD (Paesi Bassi)
1. Rusty Cage (edit) – 3:52
2. Big Bottom/Earache My Eye (live) (Spinal Tap)/(Tommy Chong, Gaye DeLorme, Richard Marin) – 10:46
  - Registrazione dal vivo il 10 dicembre 1989 al Whisky a Go Go di Los Angeles, California.

## Cover
Rusty Cage venne reinterpretata da Johnny Cash nel suo album del 1996 Unchained, vincitore di un Grammy Award nella categoria "Best Country Album". Durante almeno tre concerti dei Soundgarden (21 luglio 1996, Knoxville, Tennessee, novembre 1996, Aragon Ballroom, Chicago, Illinois, e 9 febbraio 1997, Blaisdell Arena, Honolulu, Hawaii), Cornell introdusse la canzone sul palco con una dedica a Cash. 
Più recentemente, il brano è stato reinterpretato dai SOiL. La band thrash metal ungherese Ektomorf ha inserito una reinterpretazione di Rusty Cage nell'EP The Gipsy Way. Altra cover venne inclusa nell'album del 1993 Grunge Lite di Sara DeBell.